# NGC 4248
NGC 4248 (другие обозначения — UGC 7335, MCG 8-22-99, ZWG 244.1, ZWG 243.64, PGC 39461) — спиральная галактика с перемычкой (SBb) в созвездии Гончие Псы.
Этот объект входит в число перечисленных в оригинальной редакции «Нового общего каталога».
Является спутником галактики NGC 4258.